# Samuel Rea

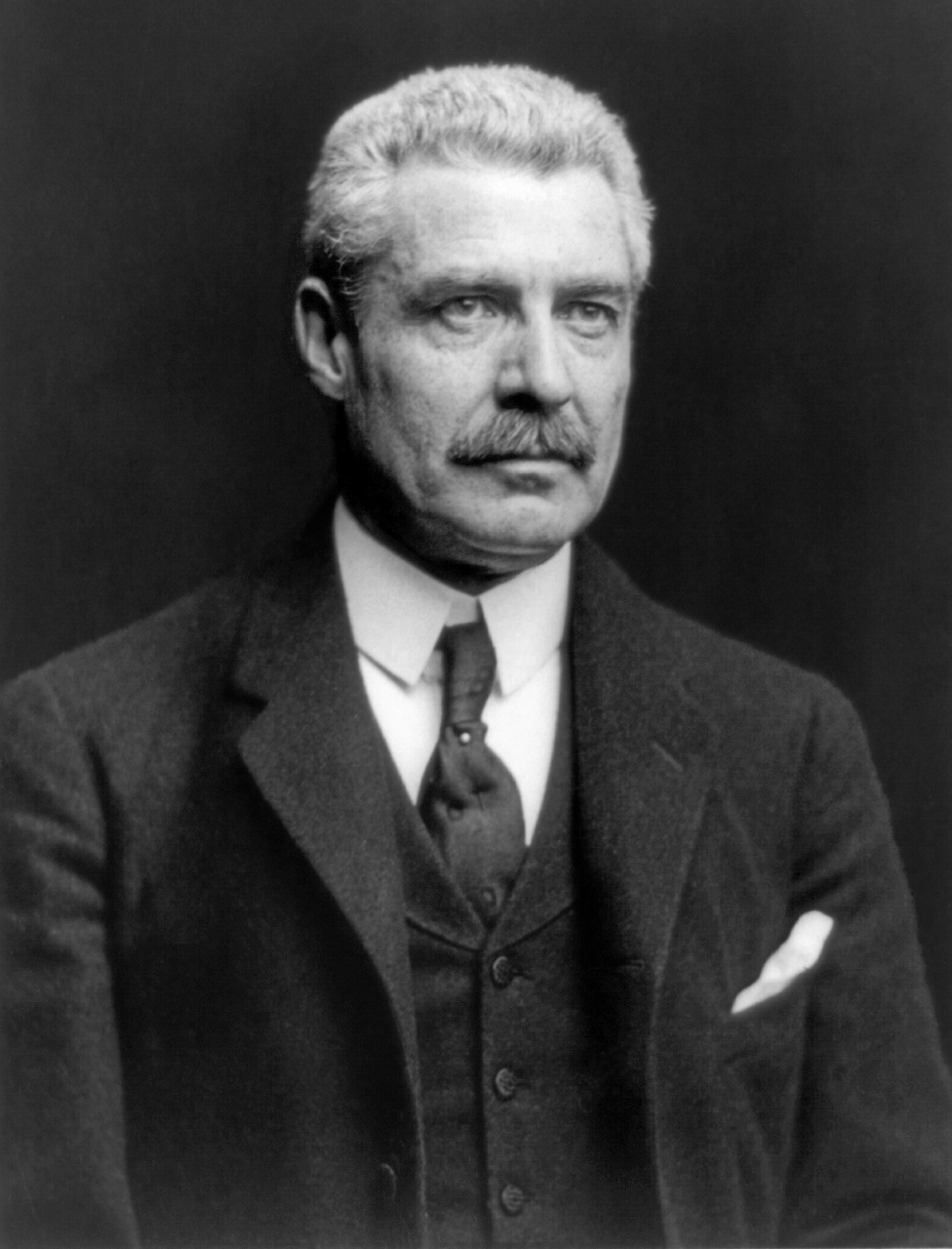
Samuel Rea (um 1905)

Samuel Rea (* 21. September 1855 in Hollidaysburg; † 24. März 1929 in Philadelphia) war ein US-amerikanischer Eisenbahningenieur und Unternehmer. Er arbeitete über 40 Jahre für die Pennsylvania Railroad (PRR) und war von 1913 bis 1925 deren Präsident. Rea war Anfang des 20. Jahrhunderts maßgeblich an der Realisierung der ersten Eisenbahnverbindung zwischen New Jersey, Midtown Manhattan und Long Island mit ihren Tunneln unter dem New Yorker Hudson und dem East River beteiligt. Durch den von ihm angestoßenen Bau der Hell Gate Bridge wurden 1917 Connecticut und die übrigen Bundesstaaten von Neuengland an das Netz der PRR angeschlossen. Diese Eisenbahnverbindungen sind heute Teil des über die Metropole verlaufenden Northeast Corridors, der einzigen bedeutenden elektrifizierten Fernbahnstrecke der USA. Im Jahre 1926 wurde Rea für seine Leistungen mit der Franklin-Medaille ausgezeichnet.

## Leben
Samuel Rea kam am 21. September 1855 in Hollidaysburg als zweiter Sohn von James D. und Ruth Blair Rea, geborene Moore, zur Welt. Sein Urgroßvater Samuel Rea war um 1755 aus dem Norden Irlands in die Vereinigten Staaten gekommen und hatte sich in Pennsylvania niedergelassen. Sein Großvater John Rea war Brigadegeneral der Pennsylvania Militia und ab 1803 mehrere Jahre Abgeordneter im Repräsentantenhaus der Vereinigten Staaten sowie 1823 bis 1824 im Senat von Pennsylvania. Sein Vater James D. Rea, ursprünglich Lehrer, arbeitete in Hollidaysburg für die Kanalbehörde und wurde später Lagerverwalter. Er starb 1868 mit 57 Jahren, als Samuel 13 Jahre alt war, der neben seinem Bruder Thomas Blair Rea noch eine Schwester, Jane Moore Rea, hatte.

### Ingenieur für verschiedene Eisenbahngesellschaften

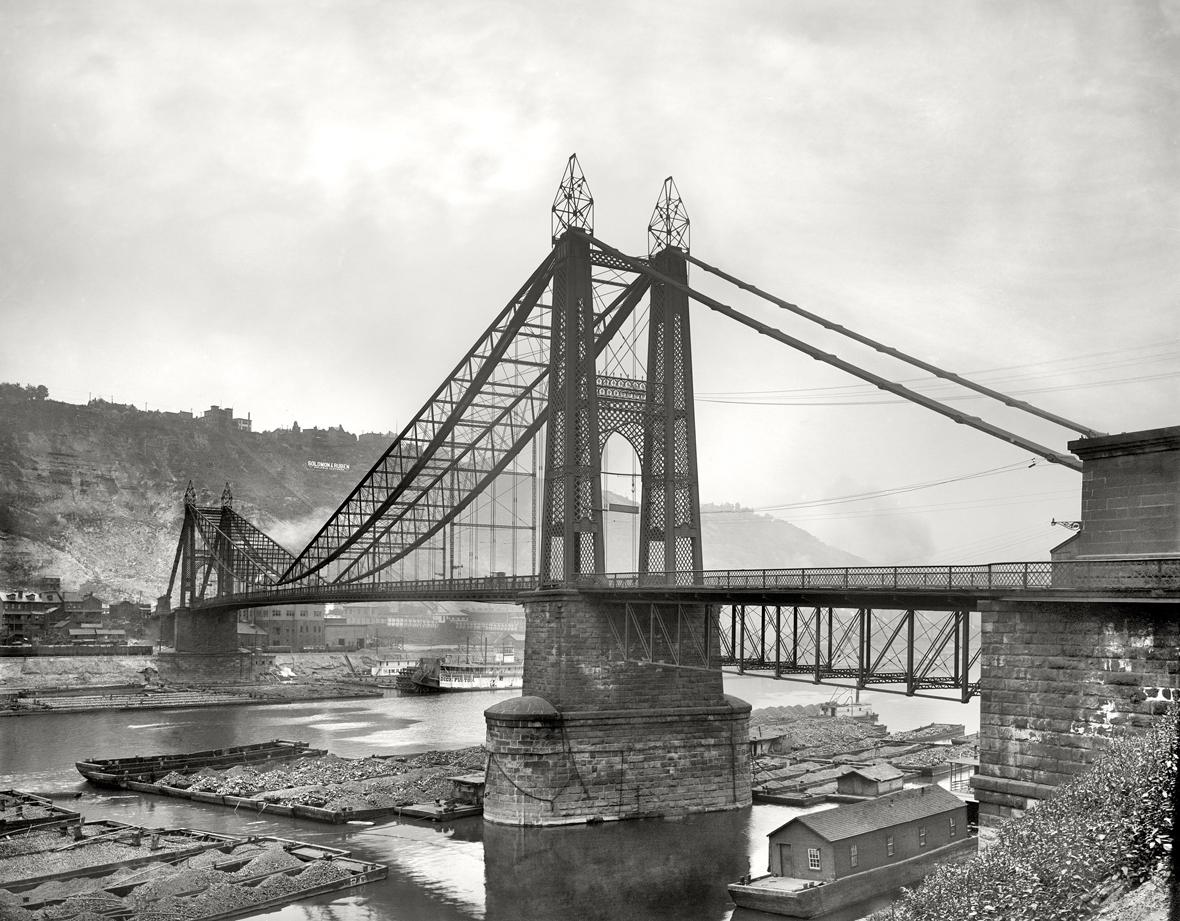
Die erste Point Bridge über den Monongahela River, in Betrieb von 1877 bis 1927

Nach dem Tod seines Vaters brach Samuel Rea die Schule ab und fing im Alter von 16 Jahren 1871 als Vermessungsingenieursgehilfe bei der Pennsylvania Railroad (PRR) an, für die er auf verschiedenen Strecken im Blair County arbeitete. Durch den Gründerkrach von 1873 endete seine Anstellung und er war zwei Jahre in einer Eisenwarenfabrik tätig. Ab 1875 wurde er in Pittsburgh assistant engineer beim Bau der ersten Point Bridge über den Monongahela River, die 1877 fertig gestellt wurde. Danach war er einige Jahre an der Errichtung der 1875 gegründeten Pittsburgh and Lake Erie Railroad beteiligt, ging nach deren Fertigstellung 1879 aber wieder zurück zur PRR und arbeitete beim Ausbau der 1872 erworbenen Pittsburgh, Virginia and Charleston Railway südlich von Monongahela und von Strecken der PRR in Westmoreland County. Mit dem Aufstieg seines Vorgesetzten J. N. DuBarry zum Vizepräsidenten der PRR im Jahr 1883 wurde Samuel Rea dessen persönlicher Assistent in Philadelphia, eine Position, die er bis 1888 innehatte.

### Aufstieg bei der Pennsylvania Railroad

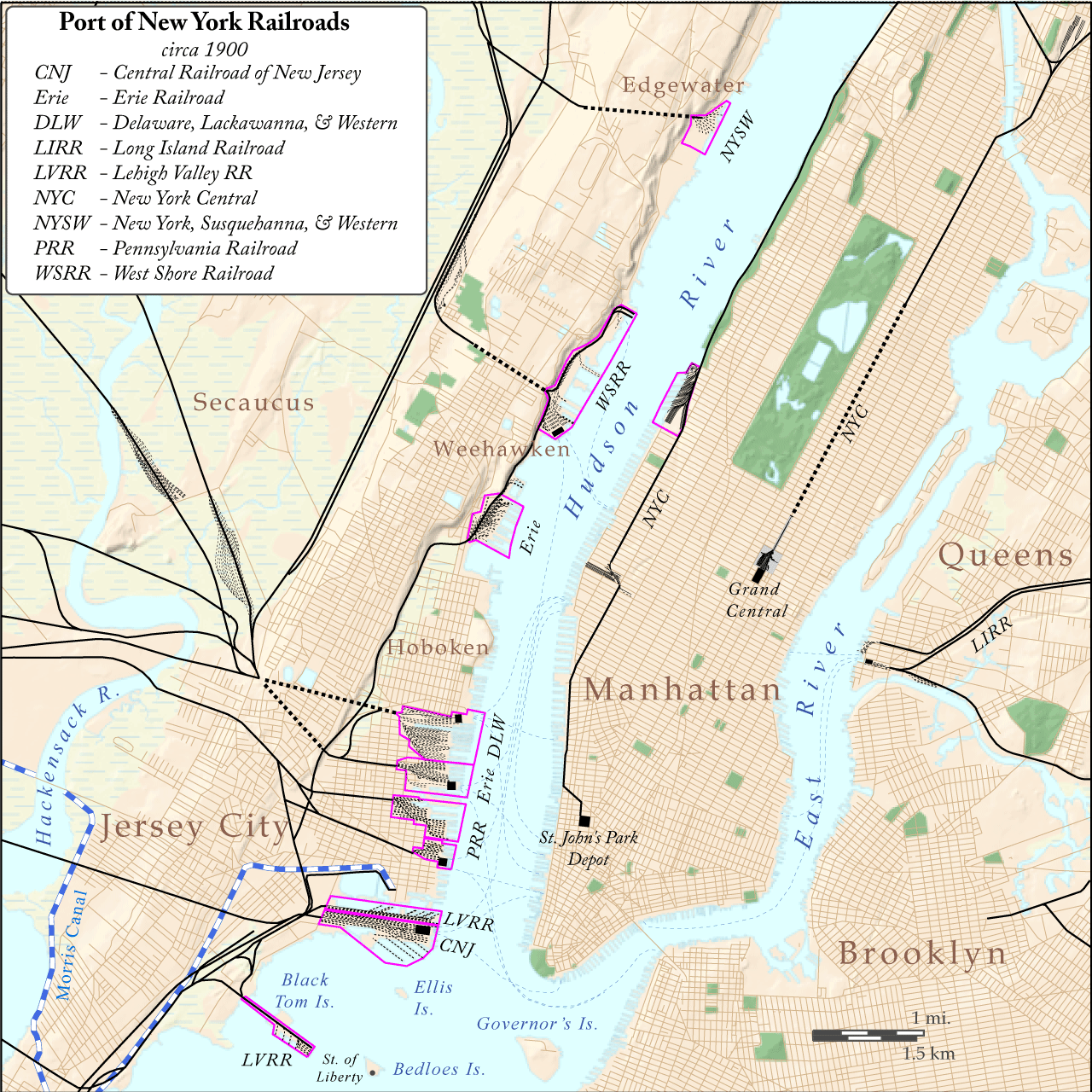
Eisenbahnlinien in New York um 1900; außer der NYC bediente keine Gesellschaft Manhattan, Passagiere von New Jersey oder Long Island mussten eine Fähre benutzen

Unzufrieden mit der Entwicklung seiner Karriere bei der Pennsylvania Railroad wechselte Rea 1889 zur Maryland Central Railroad Company, wo er Vizepräsident wurde. Zudem war er Chefingenieur der Baltimore Belt Line und beschäftigte sich erstmals mit dem Tunnelbau und Elektrolokomotiven, da kohlebetriebene Lokomotiven für lange Tunneldurchfahrten ungeeignet waren. Aus gesundheitlichen Gründen musste er allerdings nach zwei Jahren sein Engagement wieder aufgeben. Nach seiner Genesung waren die Verantwortlichen der PRR, die ihn an die Konkurrenz verloren hatten, an seiner Wiedereinstellung interessiert, und Samuel Rea wurde 1892 persönlicher Assistent des damaligen Präsidenten George Brooke Roberts. Dieser beauftragte ihn noch im selben Jahr, während seines Urlaubs in England das Londoner Nahverkehrssystem der City and South London Railway zu untersuchen, im Speziellen die verwendeten Tunnel unter der Themse als mögliche Variante zur Realisierung einer Verbindung zwischen New Jersey und Midtown Manhattan unter dem Hudson River.
Rea arbeitete mit dem späteren Präsidenten der PRR Alexander J. Cassatt (1899–1906) über mehrere Jahre an einer Lösung für eine Eisenbahnverbindung nach Manhattan und favorisierte die vom Brückenbauingenieur Gustav Lindenthal vorgeschlagene North River Bridge. Er hatte schon früher mit seinem Bruder die Bankgesellschaft Rea Brothers & Company gegründet, beteiligte sich aktiv an der möglichen Finanzierung der Brücke und war Gesellschafter der North River Bridge Company. Innerhalb der PRR stieg Rea 1899 zum vierten, 1905 zum dritten und 1909 zum zweiten Vizepräsidenten auf und war zudem noch Präsident oder Vizepräsident mehrerer kleinerer Eisenbahngesellschaften.

### Eisenbahnverbindung nach Manhattan

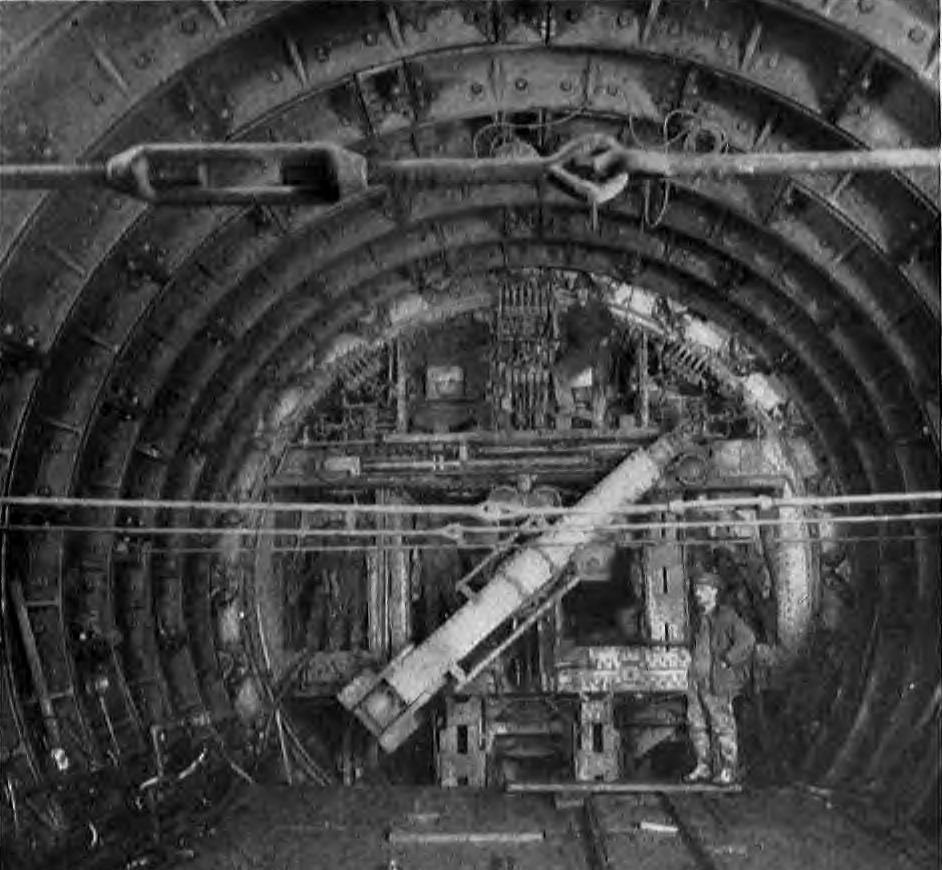
Bau der North River Tunnels unter dem Hudson River 1905

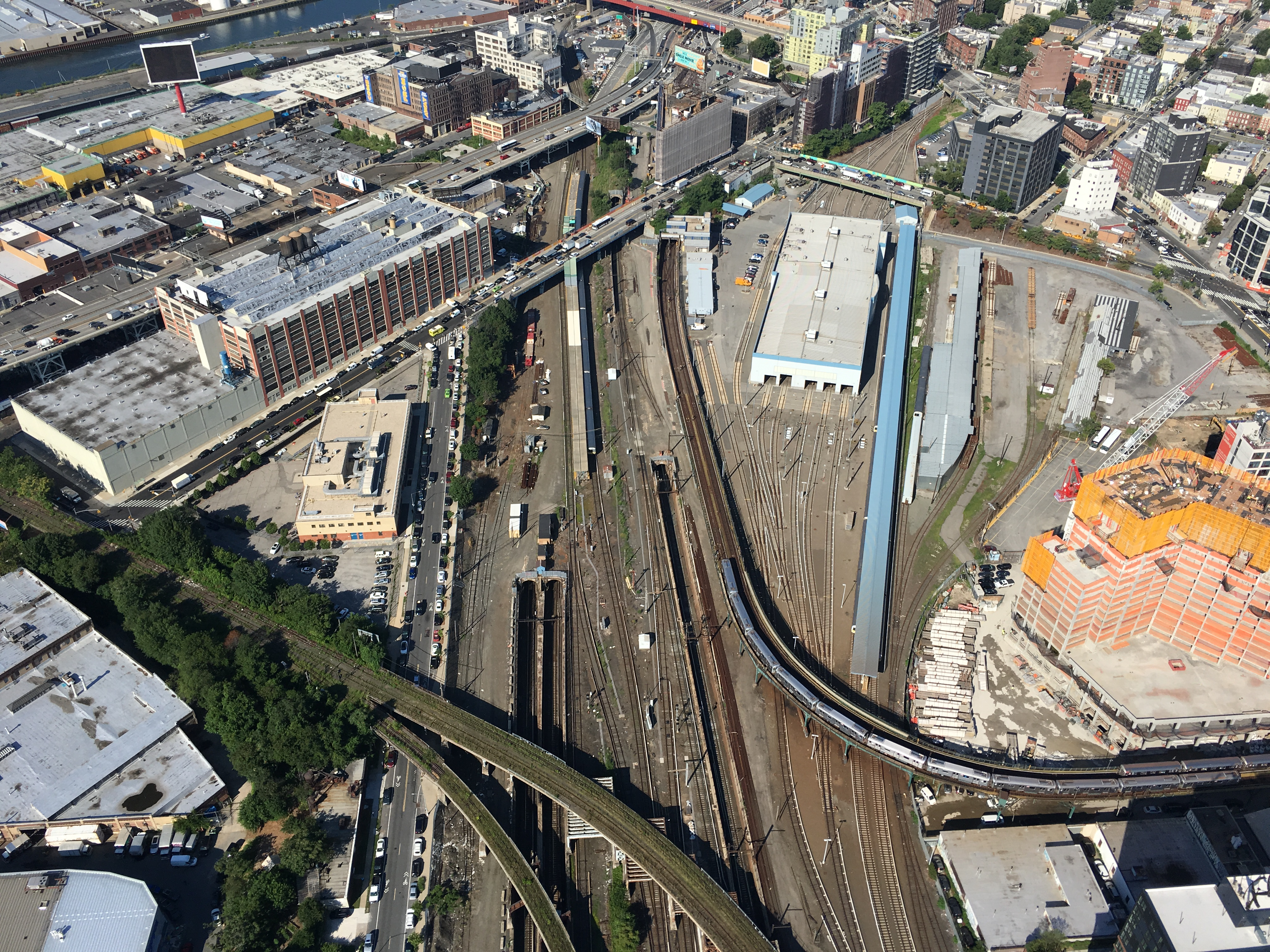
Portale der East River Tunnels in Queens (Blick in Richtung Manhattan)

Auf Grund der immensen Kosten für die geplante Brücke über den Hudson war die Beteiligung aller Eisenbahngesellschaften notwendig, die New York City bedienten. An dieser Tatsache scheiterte 1901 schließlich das Projekt und die PRR suchte unter dem jetzigen Präsidenten Cassatt nach einer eigenen selbstfinanzierten Lösung. Als Cassatt im Sommer des gleichen Jahres bei seiner Schwester Mary Cassatt in Paris weilte, schlug Samuel Rea ihm vor, den für die Weltausstellung 1900 gebauten Bahnhof Gare d’Orsay zu besichtigen. Das Gebäude im Stil der Beaux-Arts-Architektur mit seinen abgesenkten Bahnsteigen sollte die Vorlage für die spätere New York Pennsylvania Station (Penn Station) werden und die PRR setzte jetzt auf eine Tunnellösung.
Für die Realisierung wurde der englische Tunnelexperte Charles M. Jacobs engagiert und eine Verbindung von Weehawken nach Manhattan und schließlich nach Queens in Angriff genommen, wo die 1900 durch die PRR erworbene Long Island Rail Road angeschlossen werden sollte. Unter der Leitung von Rea wurden im Rahmen der New York Tunnel Extension zwischen 1904 und 1910 die North River Tunnels unter dem Hudson und die East River Tunnels unter dem East River gebaut. In Manhattan wurden die Strecken, auf denen ausschließlich elektrischer Betrieb vorgesehen war, in der ebenfalls 1910 fertiggestellten Penn Station vereinigt.
Die von PRR gebaute Eisenbahnverbindung ist heute Teil des Northeast Corridors, wobei der Gleisverlauf in Manhattan einschließlich der Penn Station in den letzten hundert Jahren größtenteils überbaut wurde; das historische Empfangsgebäude riss man 1963 ab. Die 1968 fertiggestellte unterirdische Penn Station ist mit täglich etwa 600.000 Fahrgästen heute der am höchsten frequentierte Personenbahnhof der USA. Der zum Betrieb nötige und ebenfalls 1910 im Rahmen der New York Tunnel Extension errichtete Sunnyside Yard in Queens dient nach wie vor zur Wartung, Zugbildung und Versorgung von Amtrak-Fernverkehrszügen sowie von Nahverkehrszügen des New Jersey Transit. Er ist als Teil der Harold Interlocking der größte Eisenbahnknotenpunkt für den Personenverkehr in Nordamerika, täglich passieren fast 800 Züge das Areal des Betriebsbahnhofs.

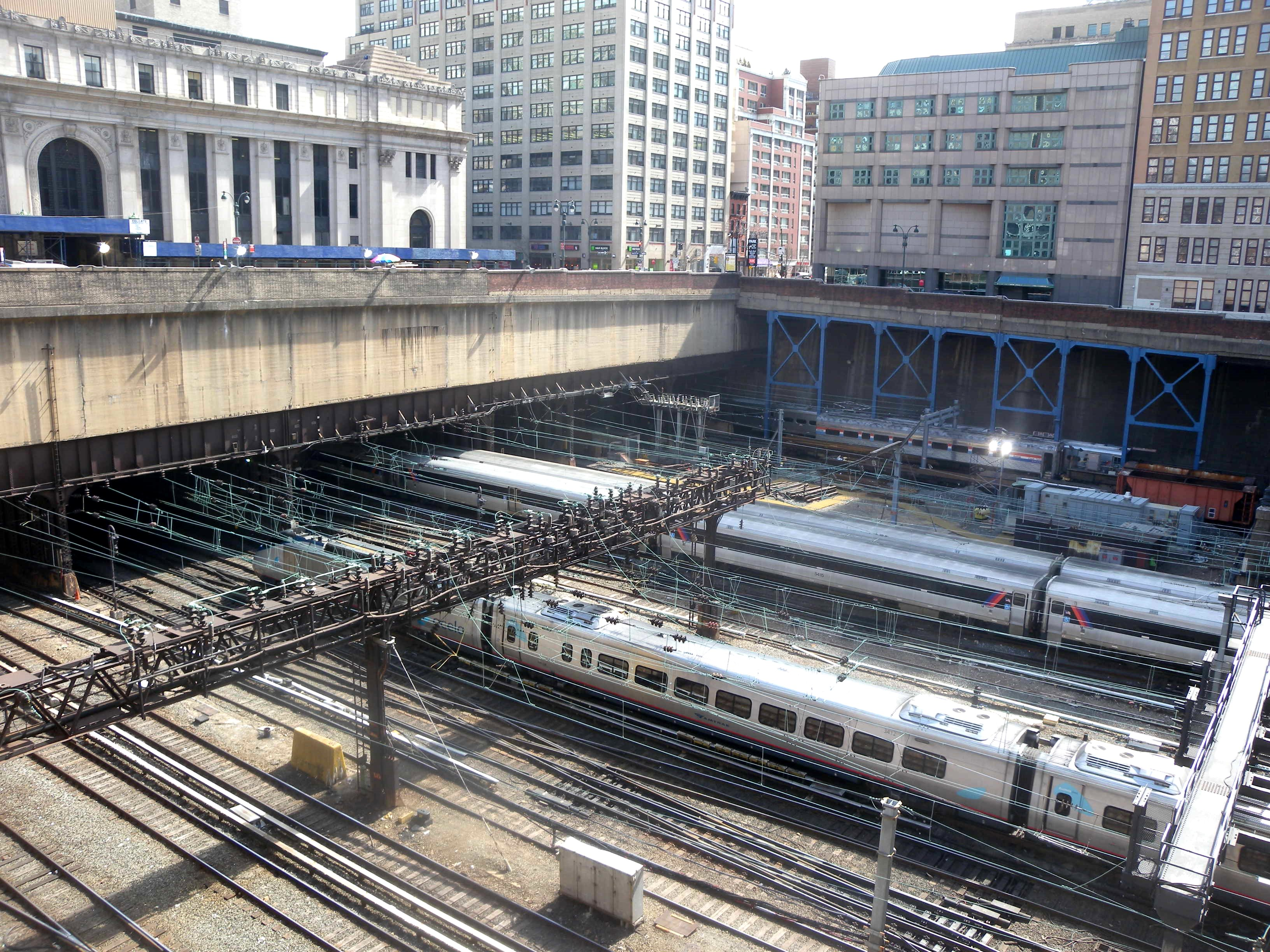
Unterirdischer Gleisverlauf in Manhattan (an der 9th Avenue)
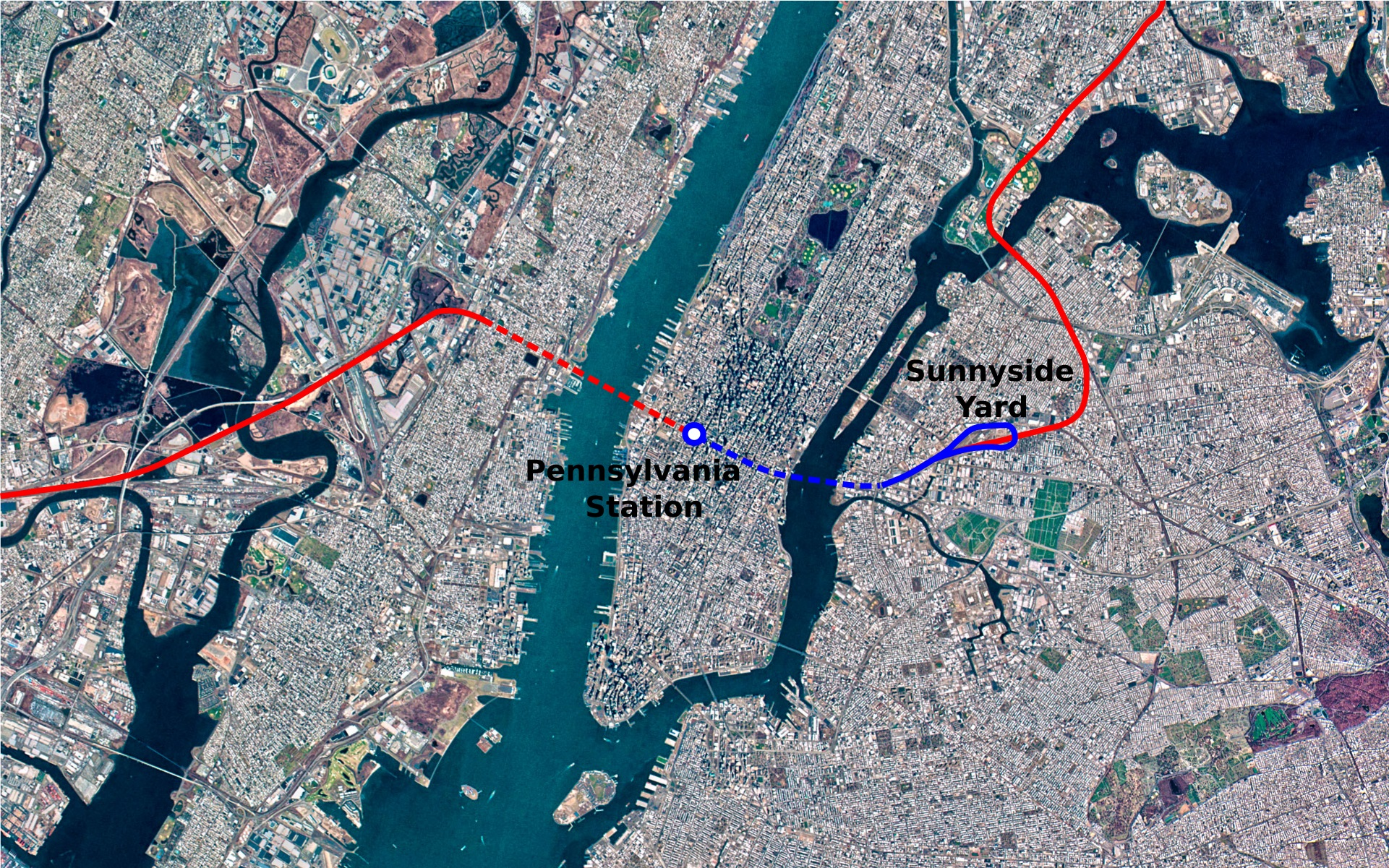
Northeast Corridor  mit Penn Station  und Sunnyside Yard ( Wendeschleife) [unterirdischer Verlauf in gestrichelten Linien]
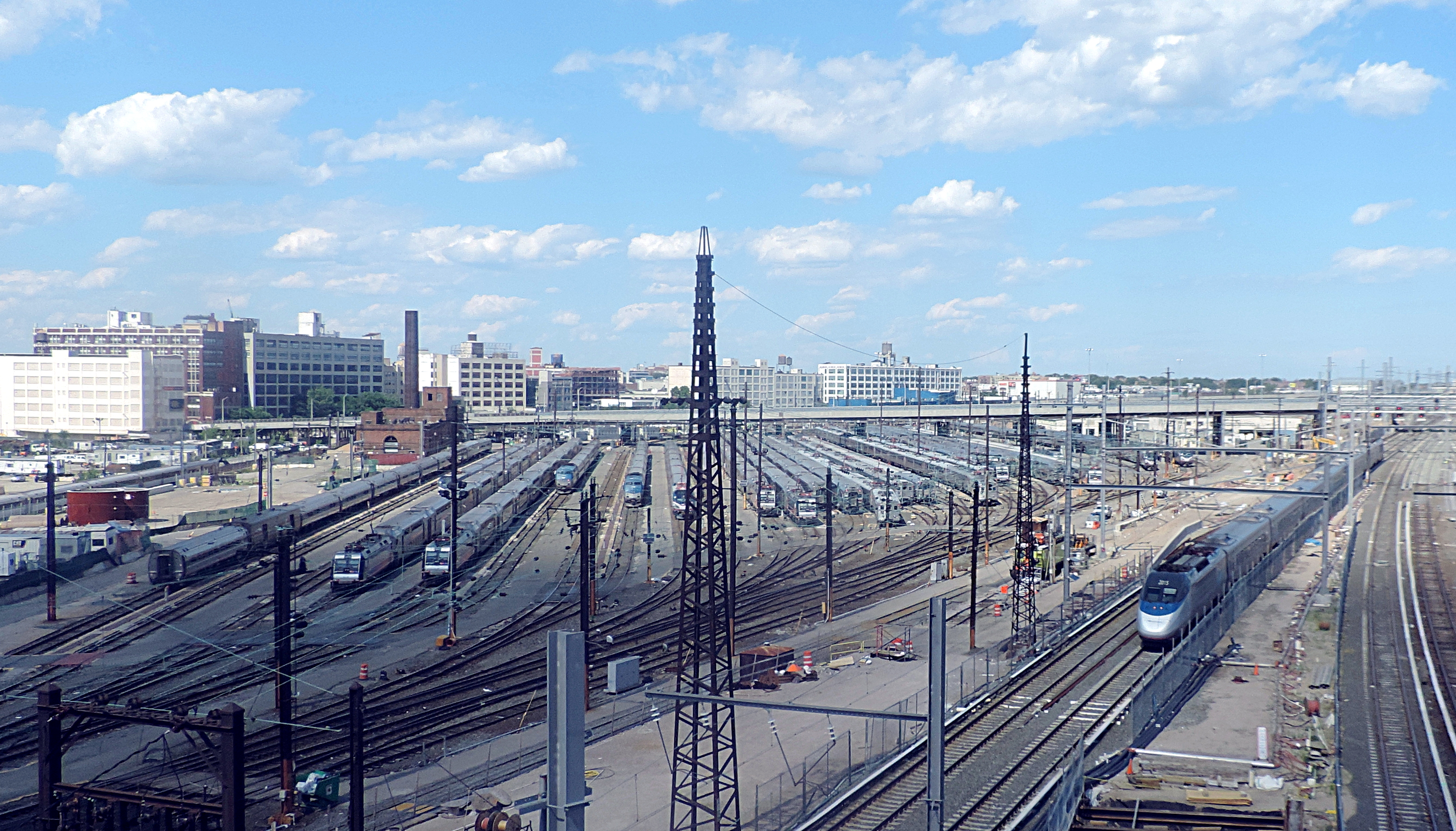
Der Betriebsbahnhof Sunnyside Yard in Queens auf Long Island

### Präsident der Pennsylvania Railroad

Streckennetz der Pennsylvania Railroad um 1918

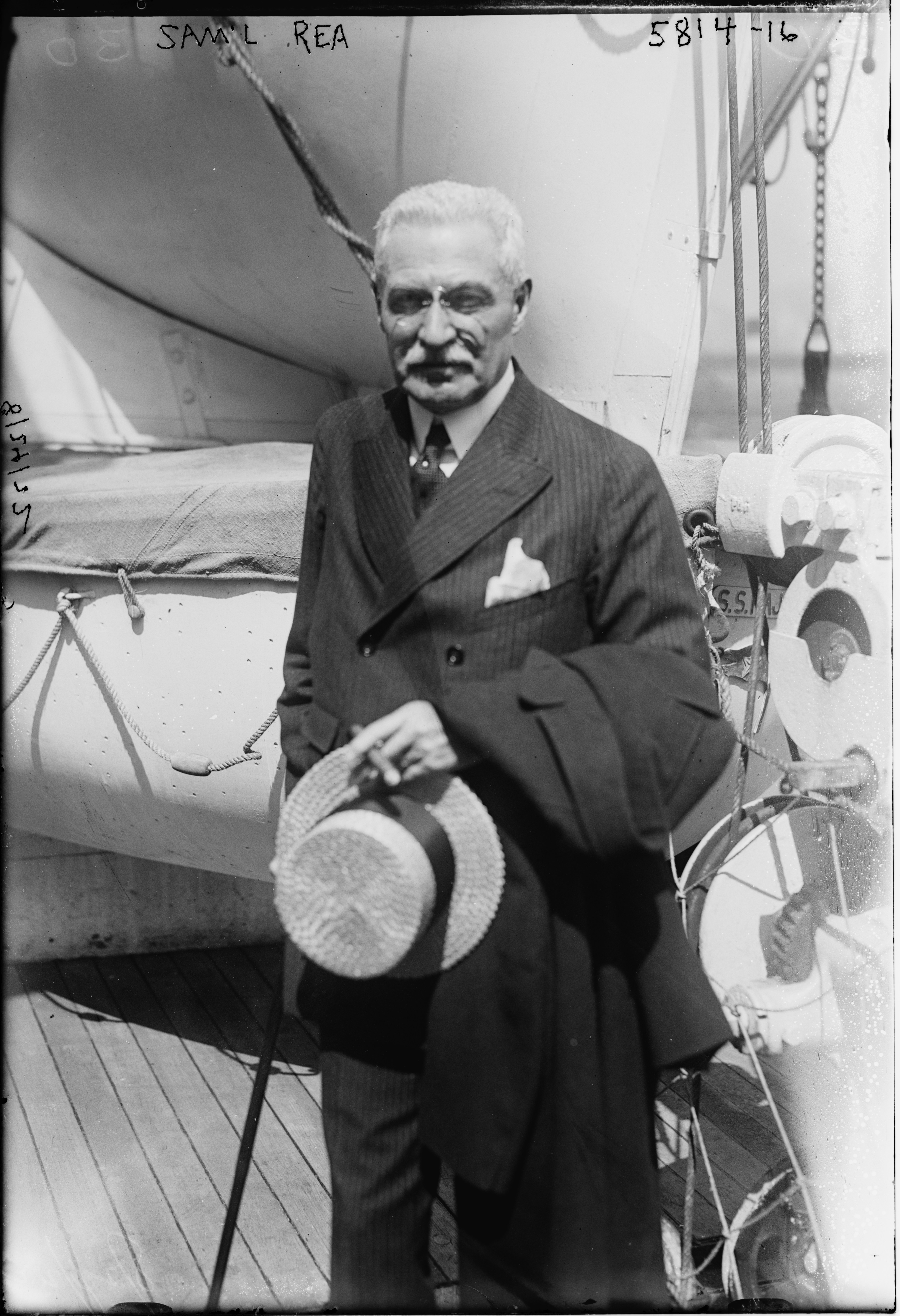
Samuel Rea, ca. 1920–1925

1913 wurde Samuel Rea der neunte Präsident der Pennsylvania Railroad und diente in dieser Position bis zu seiner Pensionierung im Jahre 1925. Während dieser Zeit realisierte er 1917, durch die Fertigstellung der von Gustav Lindenthal entworfenen Hell Gate Bridge über den East River, den verbliebenen Anschluss der Long Island Rail Road an die New York, New Haven and Hartford Railroad. Dadurch wurde das Netz der PRR endlich mit Neuengland verbunden, ein Streckenabschnitt über den heute der Northeast Corridor nach Boston verläuft. Auf seinem Höhepunkt 1920 hatte das Unternehmen 279.000 Angestellte und ein Streckennetz von 11.100 mi (17.864 km), das einschließlich aller erworbenen kleineren Eisenbahngesellschaften und Streckenrechte insgesamt 28.000 mi (45.062 km) umfasste. Die PRR betrieb zu dieser Zeit täglich 6.700 Züge, die 10 % des Güterverkehrs sowie 20 % des Personenverkehrs in den USA transportierten. Reas Gehalt überstieg die Summe der Gehälter aller Mitglieder des britischen Kabinetts, weshalb er als „höchstbezahlte[r] aller Eisenbahndirektoren der Welt“ galt.
Mit dem Eintritt der USA in den Ersten Weltkrieg wurden 1917 alle Eisenbahngesellschaften unter staatliche Kontrolle gestellt und in der United States Railroad Administration vereinigt. Rea setzte sich für deren Aufhebung ein, die 1920 durch den Esch-Cummins Act vollzogen wurde und zur Gründung des Railroad Labor Boards führte, zur Schlichtung von Streitigkeiten zwischen den erstarkenden Gewerkschaften und den Eisenbahngesellschaften. Eine durch das Board abgesegnete massive Kürzung der Gehälter der Arbeiter führte 1922 zu einem großen Eisenbahnstreik, bei dem landesweit 400.000 Arbeiter der Bahnbetriebswerke die Arbeit niederlegten. Die PRR reagierte mit einer großangelegten Verlagerung und Neueinstellung von tausenden Arbeitskräften, um den Betrieb aufrechtzuerhalten. Erst nach zwei Monaten konnte der Streik durch staatliche Intervention beendet werden.

### Familie
Samuel Rea heiratete am 11. September 1879 Mary M. Black, Tochter von George Black, der ebenfalls für die PRR arbeitete. Sie hatten einen Sohn und eine Tochter. George Black Rea wurde 1880 geboren und arbeitete später gleich seinem Vater als Ingenieur für die PRR. Beim Tunnelbauprojekt unter dem Hudson River zog er sich eine Lungenentzündung zu, an der er 1908 verstarb. Seine Schwester Ruth Rea kam 1891 zur Welt. Von 1885 bis 1914 lebte die Familie in Bryn Mawr, im ehemaligen Wohnhaus des Architekten Addison Hutton, und zog dann in das ab 1912 für sie neu errichtete Anwesen Waverly Heights im Vorort Gladwyne von Philadelphia. Drei Jahre nach seiner Pensionierung starb Samuel Rea am 24. März 1929 in seinem Haus. Nach dem Tod seiner Frau 1933 ging das Anwesen auf seine Tochter und ihren Mann George Junkin über. Ruth Rea Junkin lebte hier noch bis 1981 (sie verstarb 1983), heute ist Waverly Heights eine Seniorenresidenz.

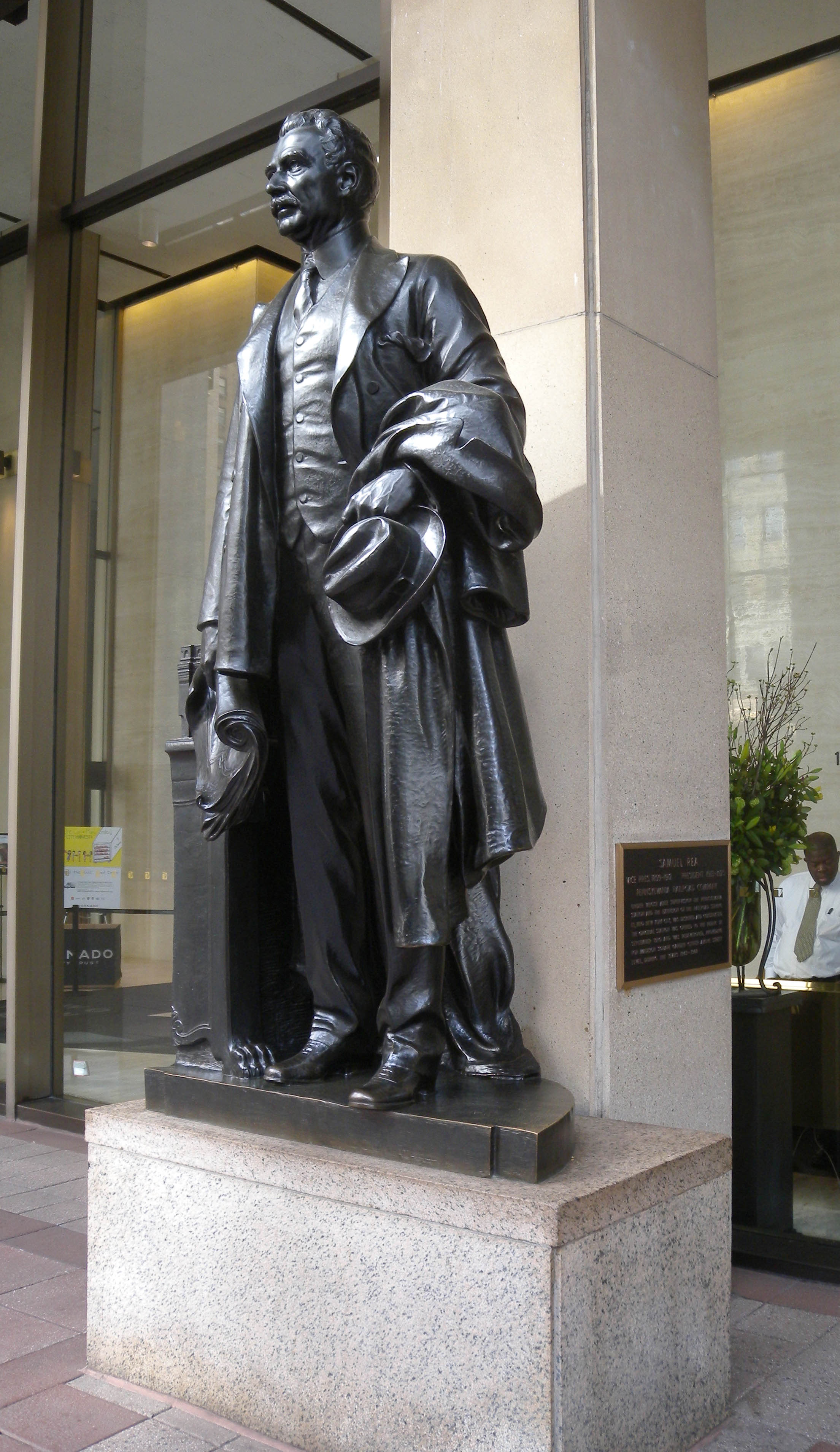
Bronzestatue von Samuel Rea am Eingang der New York Pennsylvania Station

Zur Erinnerung an Samuel Rea wurde 1930 vom Bildhauer Adolph Alexander Weinman eine Bronzestatue geschaffen, die im Eingangsbereich des damaligen Hauptgebäudes der Penn Station enthüllt wurde und sich am Eingang zur heute unterirdischen Station an der Seventh Avenue befindet. Mitte der 1950er Jahre errichtete die PRR in Reas Geburtsstadt Hollidaysburg ein großes Bahnbetriebswerk, das zu seinen Ehren den Namen Samuel Rea Shop trägt.